# 조로

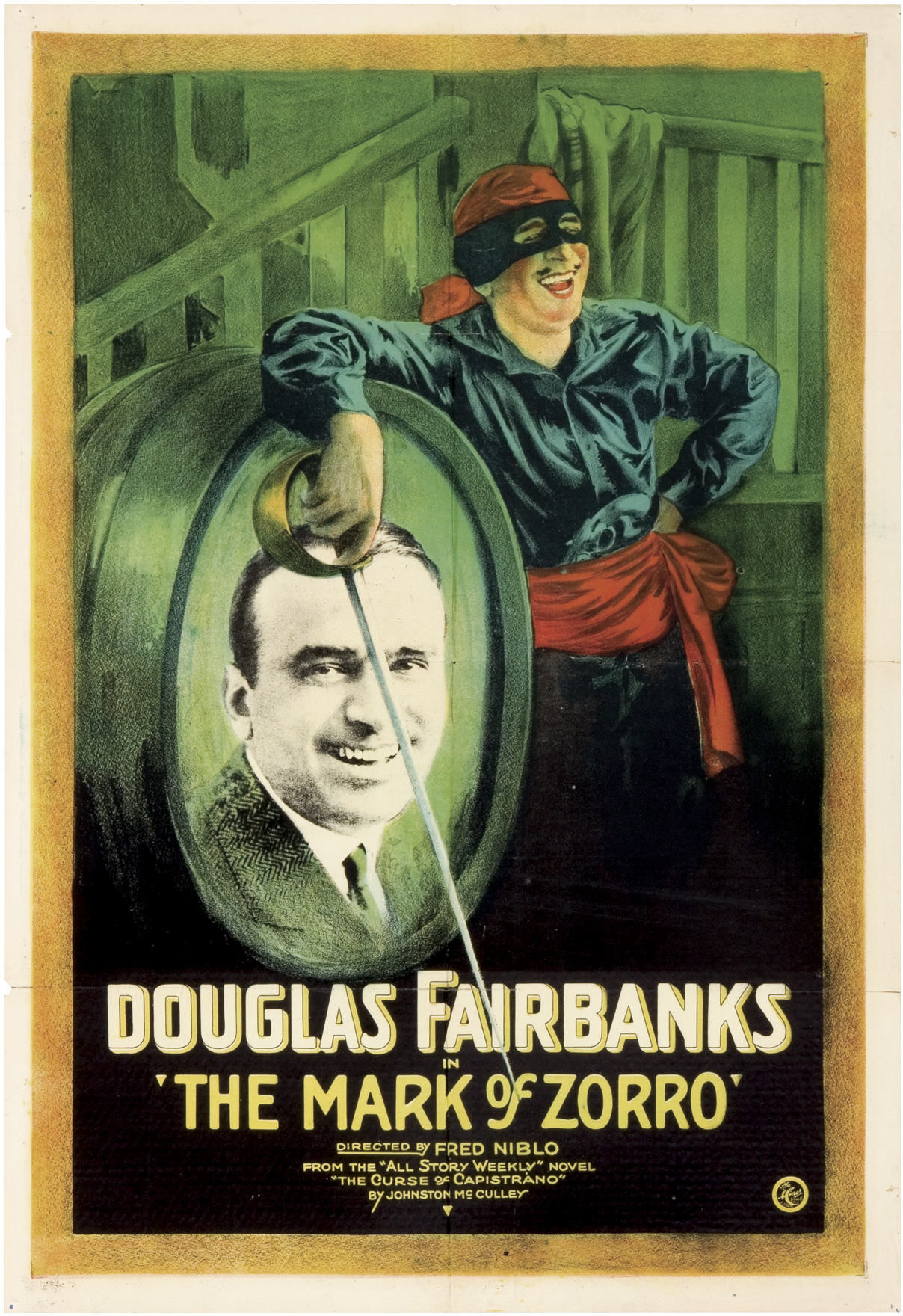

조로(Zorro, 또는 시뇨르 조로(Señor Zorro))는 펄프 매거진 작가 존스턴 매컬리가 1919년에 창조한 가공의 인물로, 소설, 영화, 드라마, 애니메이션, 뮤지컬, 코믹스 등 많은 미디어에 등장한다.

## 개요
남부 캘리포니아의 스페인 식민지 레이나 데 로스앙헬레스(현재의 미국 캘리포니아주 로스앤젤레스)에 사는 귀족 돈 디에고 데 라 베가(Don Diego de la Vega)의 가명으로, '조로'라는 이름은 여우를 가리키는 스페인어에서 따온 것이다. (실제 스페인어 발음은 '쏘로'에 가깝지만 미국 캐릭터이기 때문에 '조로'라고 읽는 것이 일반적이다.)
그 캐릭터는 세월이 지나면서 다소의 변천을 겪었지만, 기본적인 이미지는 검은색 망토에 검은 가면을 쓰고 독재자와 악당들로부터 사람들을 지키는 무법자이다. 주인공이 정체를 숨기기 위해 유약한 귀족 자제와 강인한 민중 영웅이라는 상반된 모습을 연기한다는 설정은 후대의 슈퍼히어로 캐릭터에 영향을 주었다.
1919년 8월 9일부터 1919년 9월 6일까지, 오락 잡지 《올 스토리 위클리(All Story Weekly)》에 연재된 5부작 모험소설 《카피스트라노의 재앙(The Curse of Capistrano)》에서 처음 등장했다. 스페인 식민지 시절의 캘리포니아를 무대로, 억압받는 사람들 편에 서서 불의한 자들과 칼 한 자루로 맞서는 쾌걸 조로 이야기는 40여 년에 걸쳐 총 65편의 소설로 전개되었고, 작가 매컬리가 죽은 뒤에도 다양한 미디어를 통해 각색되었다.

## 같이 보기
- 괴도